# 浮島村 (茨城県)
浮島村（うきしまむら）は茨城県稲敷郡にかつて存在した村である。

## 地理
『常陸国風土記』信太郡の条に、「乗浜の里の東に、浮嶋の村あり。四面絶海にして、山と野交錯れり。戸は一十五烟、田は七八町余なり。居める百姓、塩を火きて業と為す。」とある。
- 現在の稲敷市の北東部、旧桜川村の東部に位置する。
- 1966年（昭和41年）に干拓され現在は陸続きであるが、かつては霞ヶ浦に浮かぶ島であった。
- 村域は台地と平地が入り組む谷戸が多い地形であり、古くは製塩が主な産業だった。

## 歴史

### 村域の変遷
- 1889年（明治22年）4月1日 - 町村制施行により、浮島村単独で村制施行し信太郡浮島村が発足。
- 1896年（明治29年）4月1日 - 信太郡は河内郡と合併し稲敷郡が発足。稲敷郡浮島村になる。
- 1955年（昭和30年）4月1日 - 浮島村は古渡村と合併し桜川村が発足。浮島村は消滅。

変遷表
| 1868年 以前 | 1868年 以前 | 1868年 以前 | 明治22年 4月1日 | 明治29年 4月1日 | 明治29年 4月1日 | 昭和30年 4月1日 | 平成17年 3月22日 | 現在   |
| ----------- | ----------- | ----------- | --------------- | --------------- | --------------- | --------------- | ---------------- | ------ |
| 信太郡      |             | 浮島村      | 浮島村          | 稲敷郡 発足     | 浮島村          | 桜川村          | 稲敷市           | 稲敷市 |

## 人口・世帯

### 人口
総数 [単位： 人]
| 1891年（明治24年） | 1,258 |
| 1920年（大正 9年） | 1,485 |
| 1935年（昭和10年） | 1,853 |
| 1950年（昭和25年） | 2,458 |

### 世帯
総数 [単位： 世帯]
| 1920年（大正 9年） | 303 |
| 1935年（昭和10年） | 330 |
| 1950年（昭和25年） | 447 |